# الشارع الطويل (حارة)

تعديل مصدري - تعديل

الشارع الطويل هي إحدى حارات حي يريم بمدينة يريم أحد مدن محافظة إب، بلغ تعداد سكانها 266 نسمة حسب تعداد اليمن لعام 2004.